# Yemi Osinbajo
Yemi Osinbajo (Lagos, 8 marzo 1957) è un politico nigeriano, che ha ricoperto la carica di vicepresidente della Nigeria dal 29 maggio 2015 al 29 maggio 2023.
A causa delle condizioni di salute del Presidente Muhammadu Buhari, mentre quest'ultimo si sottopone a delle cure all'estero, lo sostituisce per tre periodi fra il 2016 e il 2017, esercitando quindi ad interim le funzioni di Presidente. In tale veste partecipa in rappresentanza del suo Paese al G7 di Taormina del maggio 2017.